# Metapogon holbrooki
Metapogon holbrooki är en tvåvingeart som beskrevs av Wilcox 1964. Metapogon holbrooki ingår i släktet Metapogon och familjen rovflugor.
Artens utbredningsområde är Arizona. Inga underarter finns listade i Catalogue of Life.